# El Pou d'en Martinet
El Pou d'en Martinet és una obra de Cadaqués (Alt Empordà) inclosa a l'Inventari del Patrimoni Arquitectònic de Catalunya.

## Descripció
Pou d'aigua de construcció inavesada, situat a la fondalada dita "el Clot del Dimoni", a la vora del llit del rec dels Bucs, a pocs ms. a la dreta de l'actual camí de Portlligat al mas de la Birba, entre unes feixes d'horta ara abandonades i envaïdes per la vegetació.
El conjunt de pou és integrat per una escala de lloses, descoberta però protegida per murs laterals, que davalla fins als fons del pou, de manera que es pot arribar fins a l'aigua sigui quin sigui el seu nivell. Les mateixes parets, al final de l'escala, creen l'ambit del pou formant un eixamplament semicircular. Aquest espai és coronat amb un seguit de grans lloses de pissarra com a coberta, col·locades horitzontalment sense material que les lligui, sobre la part superior de la construcció.L'obra és de paret seca, de rebles de pissarra.
Actualment, l'element no és visible i tampoc s'hi pot accedir fàcilment, donat que està cobert d'abundant vegetació que el camufla.